# 歐洲紅豆杉

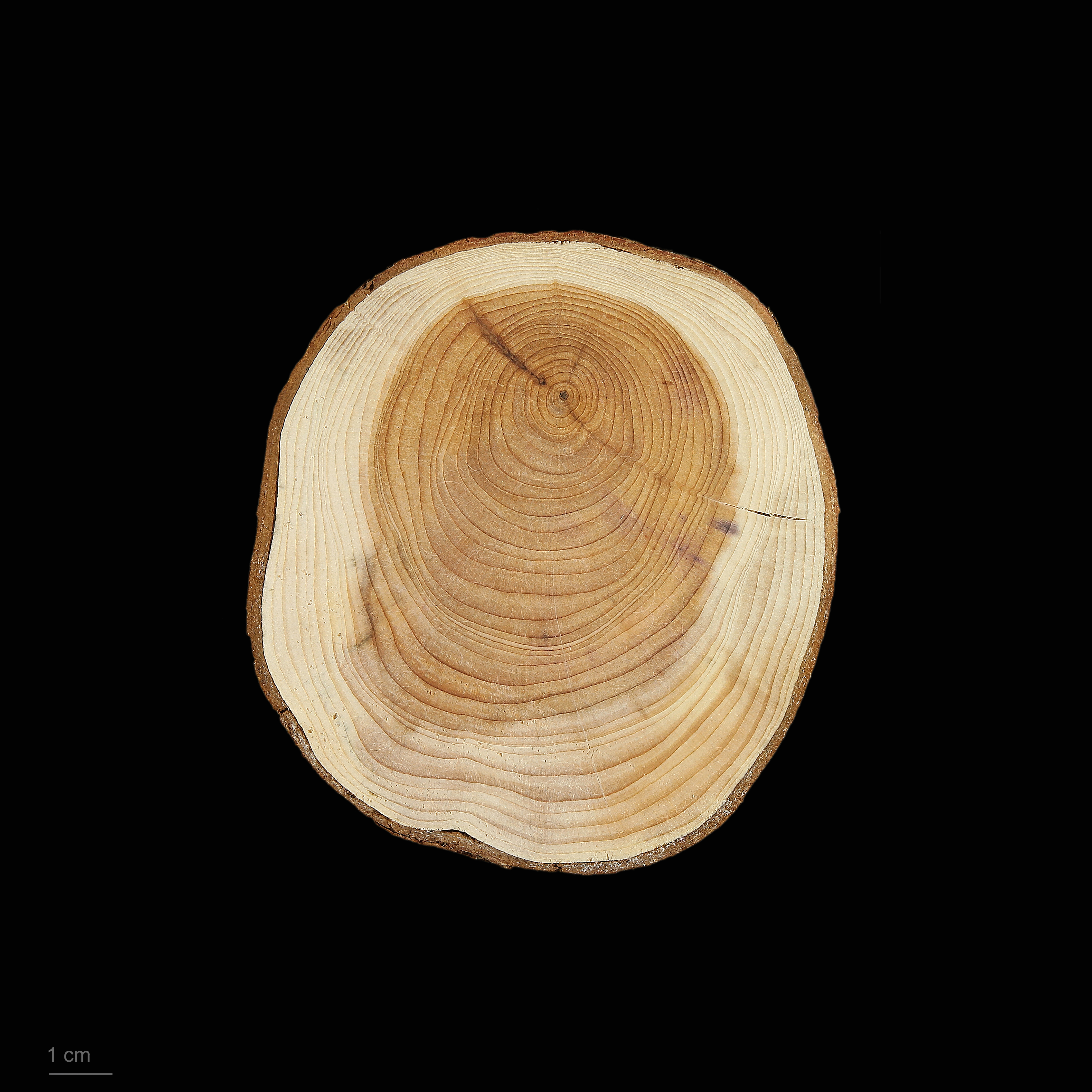
Taxus baccata

欧洲红豆杉（學名：Taxus baccata），红豆杉科红豆杉属常绿乔木。植株高10-20m。叶线形，深绿色，长1-4cm，螺旋状着生，基部扭转排成二列。假种皮肉质、杯状、红色；种子坚果状，位于假种皮中。原产欧洲及北非西部、伊拉克、亚洲西南部。這植物大部分有毒，食用其葉子可致死。欧洲红豆杉是雌雄异株的树，雄树的寿命天生要比雌树长得多，雄树能活5000多年。 本種木材為優質木材，用於打造家具、武器，英法百年戰爭，英國所屬的長弓兵使用的長弓，均以此種樹木製造。而且樹皮可以提取抗癌藥紫杉醇。